# 埃及军队经商
埃及军队经商，是埃及军队从事经营商业贸易。

## 历史
1954年，埃及前总统纳赛尔于建立军事生产部，目的是帮助埃及实现武器生产自给自足。军事生产部在纳赛尔执政时期被废除。
1970年末期，埃及与以色列签订和平协议后，埃及对军队的公共支出大量削减，促使军队寻找替代性的收入来源。在1980年中期埃及政府发生债务危机后，国家试图通过允许军队赚取商业利益来抵消政府负担军队支出的财政压力。
1971年，经时任总统安瓦尔·萨达特重建军事生产部。
1978年，全国服务项目组织（National Service Projects Organization）成立，隶属于埃及国防部，是首个由埃及军队经营的且允许和外国以及阿拉伯资本进行商业合作的组织，该组织的任务是实现武装部队的经济独立，以减轻对国家的财政负担，同时向本土市场提供超出军队需求的货品，还负责军队的工业基础，支持国家的经济发展计划。
2013年7月，穆尔西被推翻后，埃及军队开始承接大型公共基础设施的建设项目。从2014年塞西总统上任以来，埃及发展数十家军工经商的企业。
在2015年12月，塞西总统颁布的第466号总统令，允许军队通过其所拥有的“武装部队土地项目组织”（Armed Forces Land Projects Organization）建立商业组织，并且可以和埃及国内外私人资本合作成立。
2015年，埃及国防部公布一项法令，宣布对军队管理下的600家酒店、度假村以及其他营业性不动产免征房地产税。
2016年，埃及颁布了新的增值税法案，该法案规定，军队不必因向国家武装、国防、国安等项目提供货物、设备、机器、服务以及原材料而缴纳增值税。

## 规模
从1990年到2012年，埃及的军事开支在全国开支中的占比持续下降，从1990年的7%到2012年的2%。
2018至2019财年，军事生产部掌管的20家企业的营业收入将达到150亿埃及镑，比2013至2014财年时高出5倍。